# 本間朋晃
本間 朋晃（ほんま ともあき、1976年〈昭和51年〉11月18日 - ）は、日本の男性プロレスラー。山形県東根市出身。血液型A型。

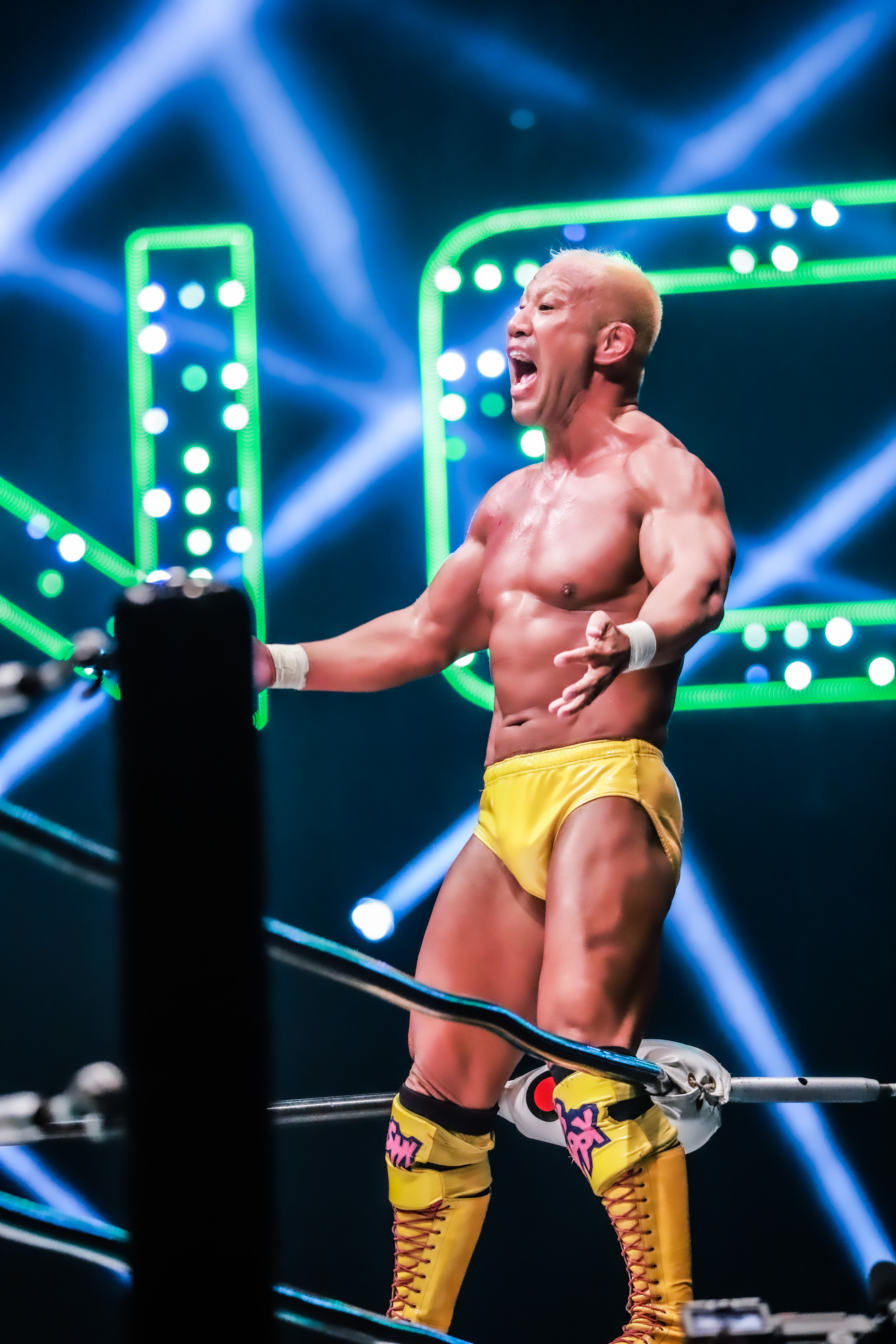
2022.10.30 Noah 有明アリーナ 本間朋晃選手

## 経歴

### 大日本プロレス - 全日本プロレス
高校2年の時に一度新日本プロレスのテストに挑むも入門できずアニマル浜口ジムに入門し、1年間トレーニングを積みながらみちのくプロレスに合格したが先輩たちとソリが合わず、わずか1週間で逃げ出してしまったため あらためて浜口ジムで練習を重ね大日本プロレスに入門、プロレスデビューは1997年5月18日、大日本プロレスの益子町興行における高橋秀幸戦であった。
本間は大日本で過激なデスマッチを繰り広げエースとして活動し、シャドウWX、山川竜司と共に「デスマッチ新世代」を形成。現在、大日本の名物ともなっている蛍光灯デスマッチを流行らせた。2000年には最年少でBJW認定デスマッチヘビー級王座に二度も戴冠した が、同年10月に退団した。当時統括部長だった登坂栄児社長はこの本間の退団を「ランナウェイした」と形容した。
以降はフリーランスとして活動し、2001年11月24日の全日本プロレスの興行に参戦した際に馬場元子社長より声をかけられ全日本への誘いを受け2002年3月23日に全日本プロレスに入団。元子社長の指名で武藤敬司の付き人を務めた。2003年より始まった宮本和志とタッグチーム「ターメリック・ストーム」を結成する。しかしタッグとして勝ち星に恵まれず2004年4月10日より「試練の6番勝負」では全敗を喫し、21日にターメリックは解散となった。宮本は海外修行の為団体を離れ、本間だけは全日本に残った。2004年7月には全日本の一員として武藤との対戦を迫る棚橋弘至の前に壁として立ちはだかり対戦している。
2005年の世界最強タッグ決定リーグ戦を前にヘルニアを発症し欠場に入り 2006年5月1日付けで全日本を退団して、再びフリーとなった。その後はZERO-ONEの火祭りに初参戦し、ハッスルなどに参戦 9月24日、アパッチプロレス軍主催興行で葛西純とタッグを結成。大日本退団以来のデスマッチに挑戦し佐々木貴 & BADBOY非道組の保持するWEWタッグ王座を奪取した。

### 新日本プロレス
同年より本間は新日本プロレスの興行「LOCK UP」や「WRESTLE LAND」に参戦したことを機会に新日本に主戦場を移し、2007年2月同団体のヒールユニット「G・B・H」の一員となった。リーダーである真壁刀義を筆頭にG・B・Hメンバーが出場している試合ではセコンドに付いて介入する場面が頻繁に見られ、観客からブーイングを浴びていた。
2009年に新日本に正式に入団した。4月5日、G・B・Hに所属していた矢野通が真壁を裏切り他のメンバーも寝返りG・B・Hを離脱するが、本間はただ一人G・B・H残留を選択、真壁と共に中邑真輔、矢野ら旧G・B・Hメンバーが結成した新ユニットCHAOSと抗争を繰り広げた。
2010年1月9日、プロレスリング・ノアに真壁と共に参戦、ノアが主催するグローバル・タッグ・リーグ戦に出場し、1勝2敗という戦績で予選落ちとなるが反則攻撃を織り交ぜたヒールファイトを展開した。4月4日、後楽園ホール大会で真壁とシングルマッチで対戦。ピンフォール負けを喫するも、真壁に自身の雑草魂を見せつけるファイトを展開した。
2011年6月18日、DOMINION6.18にて完全分裂したNO LIMITの内藤哲也と高橋裕二郎のシングル対決終了直後に私服姿で現れ敗北した内藤を救出、そして同年のG1 TAG LEAGUEに内藤とのタッグで出場した。12月23日、後楽園大会のメインイベントに出場し田中将斗が保持するIWGPインターコンチネンタル王座に初挑戦したものの、田中のスライディングDでピンフォール負けを喫し、タイトル奪取とはならなかった。

### G-TALENT
2012年3月28日付けをもって本間は新日本プロレスから契約を解除され、フリーランスとなった。4月24日、ZERO1に参戦、新日本退団後初となる試合を行い復帰を果たした。翌25日にはプロレスリングFREEDOMSにも参戦し、5月2日には同団体が主催する後楽園ホール大会で佐々木貴とハードコア・マッチで激突し勝利を収めている。7月にはZERO1の火祭りに数年ぶりに出場。その後、シアタープロレス花鳥風月を主催したイベント会社「G-TALENT」に正式所属となった。9月、古巣である全日本プロレスにかつてのタッグパートナーである宮本と共に参戦し、「ターメリック・ストーム」を再結成した。
2013年1月3日、全日本の後楽園ホール大会にて真田聖也の保持するGAORA TV王座に挑戦したが、敗北を喫し奪取に失敗した。

### 新日本プロレス復帰
2013年3月23日、新日本後楽園大会のNEW JAPAN CUP最終戦において試合後、CHAOSに襲撃を受けている真壁の救出に駆けつけ、CHAOSのメンバーを一掃した本間は「真壁を守るのは俺だ!」と自らマイクパフォーマンスを行った。4月7日、INVASION ATTACKにおいて真壁とのタッグでコンプリート・プレイヤーズ（田中&裕二郎組）と対戦し、これを機に再び新日本に定期入団するようになった。またプロレスリング・ノア主催のグローバル・タッグ・リーグ戦に斎藤彰俊とのタッグで参戦した。
2014年4月19日、新日本後楽園大会の6人タッグマッチで石井智宏からピンフォール勝ちを収めたことから、試合後に石井の保持するNEVER無差別級王座に挑戦を表明する。5月3日、レスリングどんたくにて石井と対戦するもピンフォール負けを喫した。
7月19日、G1 CLIMAX 24前々日記者会見で、当初出場予定だった飯伏幸太の欠場により本間の代替出場が発表された が、全出場選手の中で本間だけ唯一全敗という結果に終わった。
2015年1月4日、レッスルキングダム9にて天山広吉と小島聡のコンビ「テンコジ」とタッグを組んでBULLET CLUBのバッドラック・ファレ・高橋裕二郎・ジェフ・ジャレット組と対戦、裕二郎からこけしでフォールを奪った。なお、本間にとってドーム大会の本戦出場はこれが初めてのことであった。
2月14日、仙台サンプラザホールで行われたTHE NEW BEGINNING in SENDAIにてNEVER無差別級王座を持つ真壁がインフルエンザで欠場となり、急遽空位になったNEVER無差別級王座をかけて石井と対戦するも敗退した。
7月、G1 CLIMAXにエントリーしたものの開幕から7連敗し、2年越しの17連敗というG1ワーストの不名誉な連敗記録を更新してしまった。8月12日、後楽園大会では石井を破り1勝8敗で大会を終えた。
12月、プロレス大賞、2015年度の技能賞を受賞。12月9日、真壁とのタッグでWORLD TAG LEAGUE 2015の優勝を果たした。
2016年1月4日、レッスルキングダム10にて、真壁とのタッグでカール・アンダーソン、ドク・ギャローズ組（BULLET CLUB）の持つIWGPタッグ王座に挑戦。本間のこけし、真壁のキングコングニードロップの連携が決まり、第69代王座を奪取した。2月20日、後楽園ホールにてROH世界ヘビー級王座を賭けたタイトルマッチでジェイ・リーサルと対戦、終始ロス・インゴベルナブレス・デ・ハポンの介入・襲撃などで奪取に至らなかった。
4月にゲリラズ・オブ・デスティニーに敗退し王座から陥落、レスリングどんたくでのリマッチでも奪還失敗した。
7月に柴田勝頼の持つNEVER無差別級王座に挑戦し善戦するも敗退した。その後開幕したG1 CLIMAXで柴田へのリベンジに成功するなど3勝をマークした。
12月、WORLD TAG LEAGUEで真壁とのタッグで2連覇を達成。しかし年末興行で矢野に優勝トロフィーを強奪されてしまう。
2017年1月4日のWRESTLE KINGDOM 11にて王者組、矢野&石井組を交えたIWGPタッグ選手権3WAYマッチで矢野がタンガ・ロアを丸め込み王座奪取に失敗。2月には王者組、鈴木軍のK.E.S.との3WAYマッチが2回行われたが、何れも王座を獲得することは出来なかった。

### 中心性頸髄損傷での長期欠場とリハビリと結婚
2017年3月3日、沖縄大会にて本間は邪道のグリーンキラー(ハングマンDDT)を受け緊急搬送された。本間は一時は四肢麻痺状態 であったが、その後、回復し中心性頸髄損傷と診断された。
2017年8月5日、リハビリ生活を支えていた同い年の一般女性と入籍。2014年8月に彼女から声をかけられたのが出会いのきっかけで、2016年7月から真剣な交際を始めたという。入籍したことは、2018年5月31日放送の日本テレビ系（読売テレビ製作）『ダウンタウンDX』にて初めて公表された。

### 長期欠場からの復活
2018年6月23日、地元である山形大会にて、477日ぶりに試合に復帰。真壁らと組んだ10人タッグ戦で小こけしを披露し、真壁のフォール勝ちをアシストした。試合後には本間がファンや夫人への感謝の言葉を述べ、リングに上がった夫人と抱擁するシーンもあった。
2019年2月19日、『ジャイアント馬場没後20年追善興行』第2試合に出場。元タッグパートナー・宮本和志と久々の邂逅を果たす。
2022年6月3日、BEST OF THE SUPER Jr.内では当初、本間と本隊を裏切ったジュース・ロビンソンとの対決が予定されていたが、ジュースが急性虫垂炎で欠場となった。その代わりにヤングライオンの大岩陵平が対戦相手となり、オープニングマッチに繰り上げとなって勝負した。

## タイトル歴
新日本プロレス
- IWGPタッグ王座（第69代, w / 真壁刀義）
- WORLD TAG LEAGUE 優勝（2015年、2016年, w / 真壁刀義）

大日本プロレス
- BJW認定デスマッチヘビー級王座（第9代、11代）
- BJW認定タッグ王座（第7代, w / シャドウWX、第10代, w / 山川竜司）
- 大日本最侠タッグリーグ戦 優勝（1999年、2000年, w / 山川竜司）

アパッチプロレス軍
- WEWタッグ王座 （第3代, w / 葛西純）

プロレス大賞
- 2015年度プロレス大賞 技能賞

## 得意技
相手が避けようとも勢いを緩めず、どのような相手でも全力で向かって行く突貫ファイトが信条であるが、そのファイトスタイルと技への拘りゆえに自爆の頻度も高い。また、デスマッチを主とした団体出身のため凶器を用いたラフファイトも得意とし、G・B・H分裂以前まで多用していたが、2022年現在は専らクリーンファイトに徹している。
こけし
現在の本間のフィニッシュ・ホールド。
いわゆるダイビングヘッドバットだが、本間の場合はトップコーナー上で直立しながら頭を斜に構え視点を落とし、相手を威嚇しながら落下して相手を捕らえていくのが特徴である 。
技名の由来は、観戦者の子供が「こけしみたい」と言ったことと、本間のパートナーの真壁が「山形出身なんだからこけしでいいんじゃない?」と口にした所からとっており、この技に移行する際は「こけし」コールが湧き起こるなど本間の代名詞的な技として認知され、派生技も次々と生み出されていった。
派生技
小こけし
倒れている相手に対して、助走を付けながら放っていくこけし。試合序盤に使うが、避けられて自爆した直後に相手選手もマネて行うことがある。また、この技を使う直前に自分の頭を数回叩くアピールモーションを行う。前述のように対戦相手にマネられることも多いが本間の欠場中、特に彼がゲスト解説として放送席に座っていた際には天山広吉、小島聡、棚橋弘至ら本隊の選手が使用したほか、2019年3月29日のNJC前座戦においてタッグを組んだ飯伏幸太が「ゴールデンこけし」の通称で使用するなど、同ユニットの選手やタッグパートナーにマネられることもある。
大こけし
場外でダウンしている相手に向かって放つこけし。主に大一番で使う。
こけしロケット
2014年から使い始めた、助走をつけた状態で相手にまるでロケットのようにぶつかっていく フライング・ヘッドバット式のこけし。場面転換の際に使われる。
合体技
こけしインパクト
タッグパートナーの真壁が相手を肩車で担ぎ上げたところをコーナー最上段からこけしロケットを決める合体技。本間の解説によると、2015年末のWORLD TAG LEAGUE用に考案した技で、ロード・ウォリアーズのダブルインパクトを意識した技。本間は技の名前を「ダブルインパクト式こけしロケット」としたかったそうだが、名前が長く自分の技名だけ入ることが真壁に対して申し訳ないと思ったことから、短く「こけしインパクト」にしたとのこと。
こけし落とし
相手を肩に担ぎ上げ、シットダウンしながら相手の頭部をマットに叩きつける変形のリバース・パイルドライバー で、ミスター雁之助が使用するファイヤーサンダーと同型。
裏こけし落とし
担ぎ方が前後逆のこけし落とし。形としては相手の頭を抱えないシュバイン。2016年のG1クライマックスから使用。
シャリマティー
本間が使用するダイビング・ローリング・ネックブリーカーの名称。トップコーナー上で待機し、相手が起き上がるのを見計らって放っていく。上述のこけしを必殺技にする以前はこの技がフィニッシャーとして用いられており、現在も繋ぎとして使用している。
ミサイルキック
大きく跳び上がり正面式で放つ。滞空時間が長く、若手のころより得意としている。
ダイビングボディプレス
ミサイルキック同様、大きく跳躍して放っていくのが特徴。大日本時代はテーブルの上に寝かせた相手へ放つことも多かった。
エルボー各種
クレイジーエルボー
本間の使用するランニングエルボーの名称。
ジャンピングエルボー
コーナーへもたれ掛かっている相手に対して串刺し式で勢いよく放つ。
追走式エルボー
ロープへ走った相手を追いかけてリバウンドで振り返った際に胸板へ放つ背面式エルボー。
ラリアット
上記、追走式エルボーを放った後、右手を上げてアピールを行い、反対側のロープへ走り込んで放つことが多い。
フェイスクラッシャー
上記、ジャンピング・エルボーからの連携技として使用。
ホンマクラッチ
雁之助が得意とする雁之助クラッチと同型。過去にターメリッククラッチという名称でも使用された。
雪崩式フランケンシュタイナー
大日本時代に使用した技。現在ではほとんど見られない。
スターダストこけし
内藤との連携技。内藤が相手を抑えたところに本間がこけしを決めたあとに、内藤がスターダスト・プレスを突き刺してとどめを刺す。
サルトモルタル
大日本時代にデスマッチで有刺鉄線ボードが据え付けられたコーナーに振られた際に、ボードを駆け上がってバック宙でマットに着地するという離れ業を見せていた。
トペ・コンヒーロ
顔面ウオッシュ

## 人物
- 悪役レスラーらしい強面かつ鍛え抜かれた筋骨隆々な肉体を誇り、G・B・Hに加入後はヒールとして悪の限りを尽くしているが、プライベートでは非常に人が良いことで知られており、ファンからは「マホン」の愛称で親しまれている。G・B・Hから矢野派のメンバーが全員離脱して真壁と本間2人になってからは真壁のベビーフェイス色が強くなったのと同じく、本間もその人柄の良さがより前面に出るようになった。
- 試合中に相手選手のラリアット[22]が喉仏に当たったために声帯が潰れており、声がしゃがれ声で聞き取りにくくその事を選手から弄られることがしばしば見受けられる[20]。またメディアでもネタにされており、2015年にはめちゃ×2イケてるッ!の抜き打ちテストスペシャルでナインティナインの岡村隆史にのどぬ～るスプレーで咳き込んでしまう程の量を吹きかけられ、同年の別番組では同じ聞き取りにくいしゃがれ声を持つ天龍源一郎とカラオケ対決を行った。なお、現在も手術で治療は可能であるものの、もとの声に戻る保証が無いことから手術はせずそのままにしているという[23]。
- 「ダグ」という名前のダックスフントを飼っており、溺愛している。計二匹のダックスフントを飼っている。
- 2010年1月、東京都新宿区歌舞伎町にバー「CeleBrity」をオープンさせた[24]（2012年、新日本契約解除後に閉店）。
- 大日本時代から「観た人をハッピーにするような試合をしたい」という目標を持ち、マイクパフォーマンスやインタビューでも「しあわせになろうぜ」という発言が度々見られる[5]。
- 華原朋美のファンでもあり、2015年7月13日放送の日本テレビ系のバラエティー番組『有吉ゼミ』でライブ初観戦と華原本人との初対面が実現した[25][26]。
- 幼少期はおとなしく引っ込み思案な性格で、ラジオでお笑いを聞くのを楽しみにしていた。プロレスにハマるきっかけになった理由は、プロレス観戦が趣味の父親に影響を受けたこと、長州力に憧れたことがきっかけだった、と出演した『千鳥のクセがスゴいネタGP（2022年2月10日放送分）』にて述べている。
- 中学校時代は野球部、高校時代は写真部だった[27]。
- 大日本時代の1999年にはこの年のプロレス大賞新人賞候補にノミネートされていたが、結果的にこの賞を受賞したのは当時全日本プロレスに所属していた丸藤正道だった。本間はこのことを根に持っているといい、2016年10月にプロレスリング・ノアの横浜文化体育館大会で真壁と組んで丸藤・矢野通組が持つGHCタッグ王座に挑戦した際には、調印式、試合後において丸藤に対する敵対心を露わにしている[28][29]。

## 入場テーマ曲
- KoKeShi（2015年後半から）
- trick・ster
- HEADING FOR TOMORROW / ガンマ・レイ

## 出演

### テレビ
- スッキリ!!（日本テレビ、「YO!チェック」→「うまいッス!!」→「スイーツ真壁のうまいッス!!」）不定期。真壁の代打やカフェ・ガサガサのマスターとして出演。
- 水曜日のダウンタウン（TBS）2015年1月7日、1月21日
- ペケ×ポン（フジテレビ）2015年1月23日
- めちゃ×2イケてるッ!（フジテレビ）2015年3月14日 - めちゃギントン、4月4日（春の3時間超SP） - 期末テスト、4月18日 - 期末テスト完結編[30]
- 有吉ゼミ（日本テレビ）2015年7月13日[31][32]
- run for money 逃走中（フジテレビ）2015年7月19日
- ワイド!スクランブル（テレビ朝日）2015年8月4日[33]、8月6日[34]
- 関ジャニ∞クロニクル（フジテレビ）2015年10月3日
- スクール革命!（日本テレビ）2015年12月6日
- 新婚さんいらっしゃい!（ABCテレビ）2020年7月5日。夫婦で出演。
- 全力!脱力タイムズ（2020年8月7日、フジテレビ）- ぺこぱ役[35]
- 千鳥のクセがスゴいネタGP（フジテレビ）2020年10月から定期出演
- ぽかぽか 木曜コーナー「最新家電使い方バトル!新家電プロレス」（フジテレビ）2023年1月から定期出演
- ズームイン!!サタデー（日本テレビ）2023年4月15日 「ズムサタわくわく ひたすらかわいいデミー賞」審査委員長

### テレビドラマ
- 第42回創作テレビドラマ大賞「週休4日でお願いします」（2019年3月29日、NHK総合） - 男2 役[36]
- ルパンの娘（2019年7月 - 9月、フジテレビ） - 大岩 役
- 貴族誕生 -PRINCE OF LEGEND- 第2話・第3話（2019年12月5日・12日、日本テレビ系列） - 本間朋晃（新日工務店社長） 役
- 卒業タイムリミット（2022年4月4日 - 5月12日、NHK総合） - マスター 役
- 一橋桐子の犯罪日記 第2話（2022年10月15日、NHK総合） - 泥棒 役
- パリピ孔明 第1話（2023年9月27日、フジテレビ） - 関羽 役[37]
- 磯部磯兵衛物語〜浮世はつらいよ〜 第9話「イイ声選手権で候」・最終話エンディング（2024年9月6日・13日、WOWOW） - 声の枯れた磯兵衛、看板娘 役 ※声の出演

### 映画
- 一度死んでみた（2020年3月20日公開、松竹） - ワトスン製薬の手下 役
- 狂猿（2021年、SPACE SHOWER FILMS）[38]
- パリピ孔明 THE MOVIE（2025年4月25日公開、松竹） - 関羽 役[39]

### テレビアニメ
- 探偵オペラ ミルキィホームズ アルセーヌ 華麗なる欲望（2017年12月31日） - こけし女将 役

### 劇場アニメ
- 鷹の爪8 〜吉田くんのX（バッテン）ファイル〜（2016年8月27日） - 本人 役[40]

### CM
- シャープ「Cornet（コロネ）」（布団掃除機・2015年5月）[41][42]
- AGF「アレコレ!ドリコレ!キャンペーン」（飲料・2015年6月）[43][44]
- トヨタカローラ札幌「ハイブリッドなら、カローラ札幌。」篇（自動車・2015年10月）[45]
- キリンビール「キリンのどごし<生> キリンのどごし絶対なかよしサーバー絶対! もらえるキャンペーン」（飲料・2015年11月）[46]
- 白泉社「ヤングアニマル」（2016年12月 - 1月）[47] - まつもと剛志作『しんにち!』プロモーション
- ボートピア名古屋「築地口クライマックス」（2016年4月）[48]

### Web番組
- 風雲!たけし城 （2023年4月21日 - 、Amazon Prime Video）
- パリピ関羽&張飛（2023年11月1日、FOD） - 関羽 役[49]

### プロモーションビデオ
- メガドライブ ミニ2「プロモーション映像」（2022年6月3日、セガ） - マスクド・スーパーマシン 役[50]

このほか、2016年のテレビアニメ『タイガーマスクW』では劇中のキャラクターとして「本間朋晃」が登場している（声は高塚正也）。